# بلوگرادتس
بلوگرادتس (به بلغاری: Belogradets) یک منطقهٔ مسکونی در بلغارستان است که در استان وارنا واقع شده‌است.
 بلوگرادتس  ۱٬۲۴۲ نفر جمعیت دارد و ۲۲۰ متر بالاتر از سطح دریا واقع شده‌است.